# Hieronymus Megiser
Hieronymus Megiser (* 1557 in Stuttgart; † 1618 oder 1619 in Linz, Österreich) war ein Polyhistor, Sprachgelehrter und Geschichtsschreiber, aber auch Geschichtsfälscher.

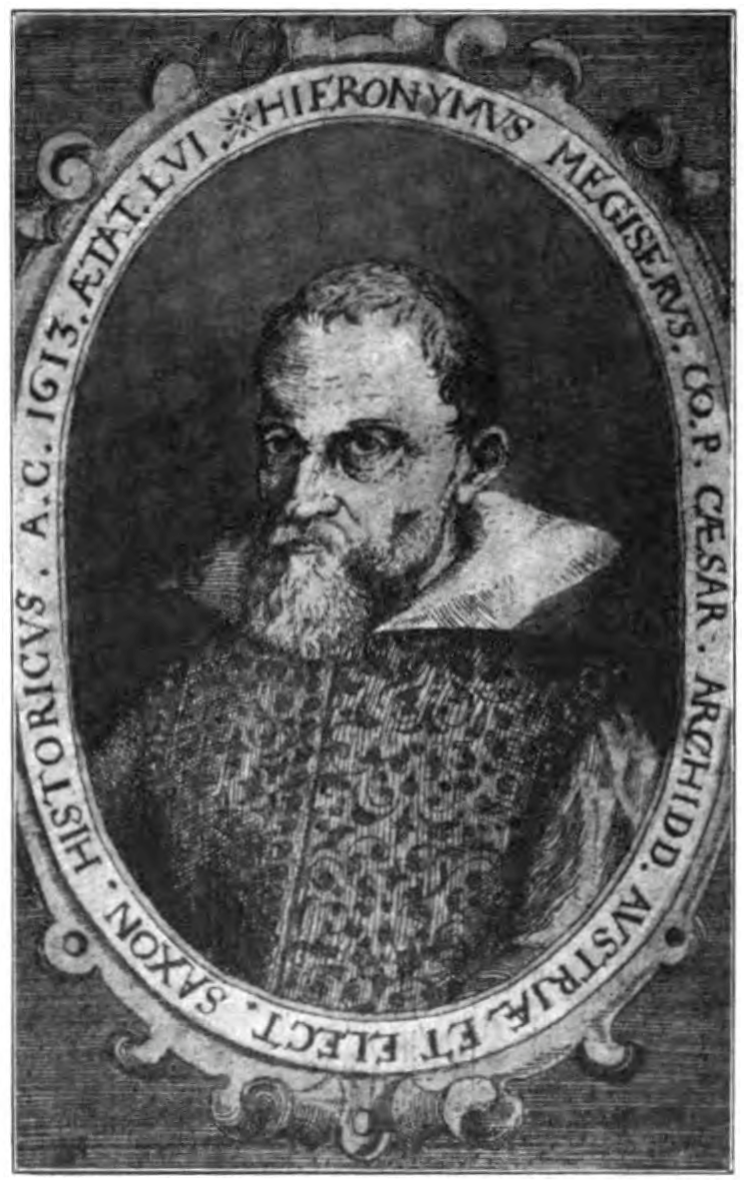
Hieronymus Megiserus (1613)

## Leben
Hieronymus Megiser studierte ab 1571 an der Universität Tübingen, war ein Lieblingsstudent des Späthumanisten und Philologen Nicodemus Frischlin, wurde dort 1577 Magister und ging 1581 als Privatlehrer („Praeceptor“) nach Laibach, dem heutigen Ljubljana. Ab 1582 studierte er Rechtswissenschaften in Padua und war danach erneut als Privatlehrer junger Adeliger aus Krain und der Steiermark tätig, unternahm ausgedehnte Reisen – 1588/89 Italien und Malta sowie 1591 Norddeutschland, Holland und England –, ehe er 1590/91 in Graz von Erzherzog Karl zum „Ordinarius Historiographus“, zum Landschaftlichen Geschichtsschreiber, ernannt wurde und den jungen Johannes Kepler kennenlernte, mit dem er „in wissenschaftlichem und freundschaftlichem Verkehr“ blieb. 1593 kam er nach Kärnten, wo er bis 1601 die Stelle des Rektors am evangelischen „Collegium sapientiae et pietatis“ der Landstände in Klagenfurt innehatte. Als diese Anstalt von Universitätsniveau, in deren Tradition sich das heutige Europagymnasium in Klagenfurt sieht, im Zuge der Gegenreformation den Jesuiten übereignet wurde, musste er wie nahezu alle übrigen protestantischen Professoren Kärnten verlassen.
Nach weiteren Reisen ließ sich Hieronymus Megiser in Frankfurt am Main nieder, wo er die Tochter des Druckers Johann Spiess heiratete. Er wirkte dann in Gera für Heinrich Posthumus von Reuß, der den Aufbau einer modernen Landesbildungsanstalt unternommen hatte. Megiser wurde im Jahre 1603 von Kurfürst Christian II. zum außerordentlichen Professor für Geschichte an der Universität Leipzig und zum Churfürstlich bestellten Historiographen ernannt. Diese Stelle hatte er bis 1612 inne, als er von Erzherzog Karl von Österreich zum Pfalzgraf erhoben und als Geschichtsschreiber nach Linz berufen wurde. Das Interesse der oberösterreichischen Stände an der Geschichte war so groß, dass sie eigens einen Historiker beschäftigt wollten, der die landschaftliche Bibliothek leiten und ähnlich wie die Hofhistoriographen Auftragsarbeiten erledigen sollte. Die Wahl fiel auf Hieronymus Megiser, der 1615 zum „historicus“ der Landschaft ernannt wurde. Noch im selben Jahr bekam er den Auftrag zu einer Chronik des Landes. Seine auf Michael Gothard Christalnick basierende Kärntner Geschichtschronik Annales Carinthiae enthält jedoch nicht nur mehrere Irrtümer, sondern auch zahlreiche Übertreibungen, Erfindungen und Geschichtsfälschungen, beispielsweise einen komplett erfundenen Krieg zwischen Herzog Liutold von Kärnten und König Zvonimir von Kroatien oder mehrere hinzuaddierte Türkeneinfälle in Kärnten, Steiermark und Krain. Megiser erfand zudem Helden, um seine adligen Auftraggeber zu verherrlichen, und vermeintliche Gewährsmänner, um seinen Erfindungen den Anschein von Wahrhaftigkeit und Glaubwürdigkeit zu geben. Die von ihm erfundene Schlacht bei Villach gilt als „sein größter Unsinn“.
Als zwischen 1618 und 1620 die Auseinandersetzungen zwischen den protestantischen Ständen und dem katholischen Herrscherhaus ihren Höhepunkt erreichten, verfasste Megiser Schriften, in denen die verfassungsrechtlichen Anschauungen der Ständeopposition historisch gerechtfertigt wurden, beispielsweise die Übernahme der Landesadministration durch die Landschaft während eines Interregnums. Aus dieser zeitlichen Tatsache der Auseinandersetzungen ergibt sich auch die Annahme eines späteren Sterbedatums als des bislang angenommenen Jahres 1618. Es handelte sich um ein heikles Thema, bei dem ständisches und landesfürstliches Verfassungsdenken frontal aufeinanderprallten. Megiser vertrat hier kompromisslos die Sicht der Landstände, der zufolge in dieser Zeit einzig die Landschaft befugt sei, die Herrschaftsrechte auszuüben.

## Bedeutung
- Mit seinen zwei Wörterbüchern (1592, 1608), die beide erstmals die „windische“[12] (= slowenische) Sprache als dem Deutschen, Lateinischen und Italienischen ebenbürtig ansah, machte er sich um die slowenische Sprache verdient.
- Er gab eine erste türkische Grammatik heraus, ein vielsprachiges Wörterbuch praktisch aller damals bekannter Sprachen, eine erste mehrsprachige Sprichwörtersammlung, Reisebeschreibungen, darunter 1611 die erste deutsche Übersetzung des Reiseberichts von Marco Polo u. v. a.
- Er gilt mit seinen Beschreibungen von Neapel (1605), Madagaskar (1609), Venedig (1610), Kärnten (1610), Norddeutschland, Holland und England (1613) als Begründer der kulturhistorisch orientierten deutschsprachigen Reiseliteratur im Unterschied zu Pilgerberichten.
- Er war der Redakteur und Herausgeber der ersten gedruckten Kärntner Geschichte[8] (1610) und veranlasste die Leipziger Drucklegung der Annales Carinthiae des Michael Gothard Christalnick[13], die jener 1579–1592 erarbeitet hatte,[14][15] und als deren Verfasser Megiser selbst lange galt, ein Werk, in dem erstmals die Bedeutung des Kärntner Herzogstuhls als Dokument ständischer Demokratie interpretiert wurde.
- Er machte sich um die Bibliothek des oft auch als Universität[6] bezeichneten Collegiums in Klagenfurt verdient, indem er die erste Bibliotheksordnung verfasste und einen Index über den gesamten Bestand der Bibliothek anlegte.
- Des Weiteren regte er die Restaurierung des Herzogstuhls an, der 1597 die letzte persönliche Session[16] eines Landesfürsten erleben sollte.[14]
- Er war Herausgeber der letzte Bände des Theatrum Machinarum von Heinrich Zeising, dem deutschsprachigen Standardwerk zu Maschinen im 17. Jahrhundert.

## Werke

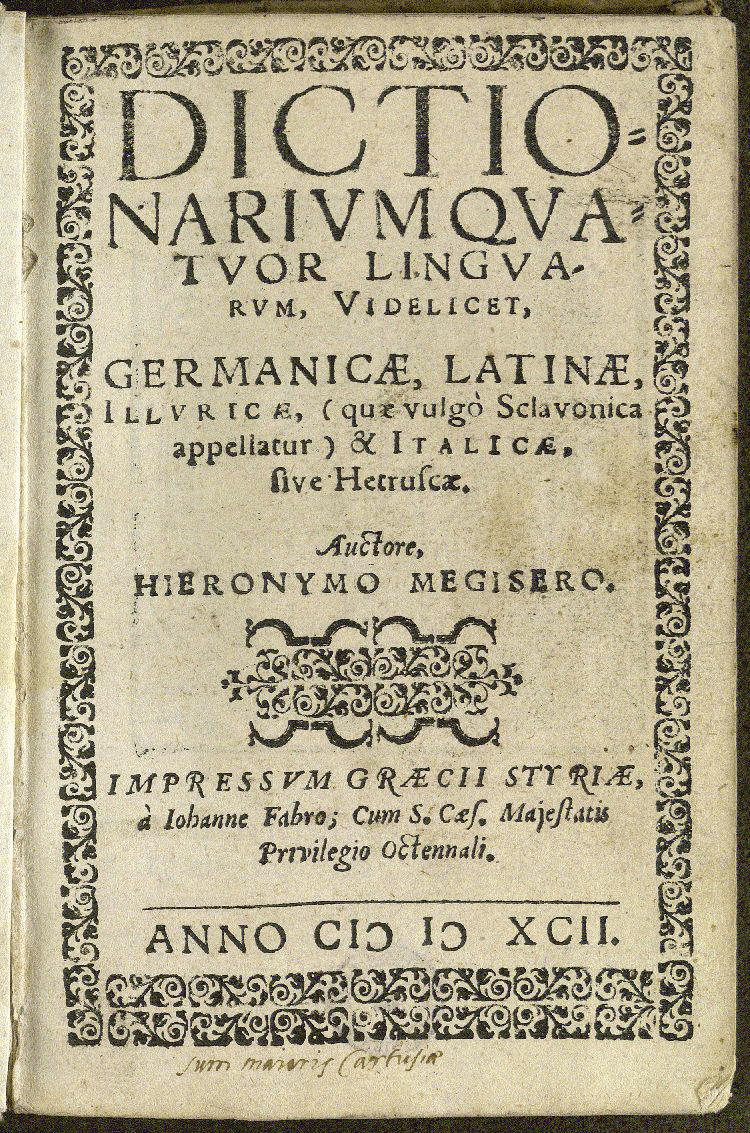
Dictionarium quatuor linguarum (Erstausgabe 1592)

- Dictionarium quatuor linguarum. Graz 1592 (Digitalisat), 1608, Klagenfurt 1744 (Digitalisat); eines der essentiellsten Werke zur slowenischen Sprache umfasste die Sprachen: Deutsch, Latein, Slowenisch, Italienisch 1977, 1967 Faksimile der Ausgabe von 1592.
- Specimen quadraginta diversarum atque inter se differentium linguarum & dialectorum; videlicet, Oratio Dominica, totidem linguis expressa. Frankfurt 1593 (Digitalisat)
- Ein Tractat / Von dem Dreyfachen Ritterstand / vnd allen Ritter Orden der Christenheit / so viel deren biß auff den heutigen Tag gestifftet vnd angerichtet worden: In welchem angezeigt wer=den die Underscheid vnd Sorten / auch durch wen / wann vnd wie / ein jeder Ritter Orden insonderheit auffkomen vnd entstanden sey / vnd welches jre Merck-zeichen / auch Satzungen / und Statuten / sampt andern Vmbständen: Auß al-lerhand Scribenten vnd Historien zusamen gezogen / mit Figuren geziert / vnd in Truck gegeben. Frankfurt a. M. 1593 (ältestes Werk in deutscher Sprache über die weltlichen und geistlichen Ritterorden)
- Icones & Vitae Paparum: Libellus recens editus. Quo non solum omnium Romanae sedis pontificum, a D. Petro, vsque ad Clementem IIX. Effigies, quam accuratissime ad vivum expressae, ob oculos ponuntur: sed etiam, singulorum vitae, nomina, parentes, familia, natales, patria, insignia, symbola, dignitates & officia, resquè gestae: Annus item, mensis ac dies Creationis, inaugurationis, administrati pontificatus, obitus & sedis vacantis …. Frankfurt a. M. 1602
- Specimen quinquaginta diversarum atque inter se differentium linguarum, & dialectorum; videlicet, Oratio Dominica, et quaedam alia ex sacris literis, totidem linguis expressa. Frankfurt a. M. 1603 (Digitalisat)
- Prob einer Verdolmetschung/ in fünfftzig unterschiedtlichen Sprachen. Frankfurt a. M. 1603 (Digitalisat)
- Thesaurus polyglottus. Frankfurt a. M. 1603 (Digitalisat)
- Parœmiologia Polyglottos: hoc est: Proverbia et sententiae complurium linguarum. Leipzig 1605 (Digitalisat)
- Delitiae Neapolitanae, Das ist: Außführliche Beschreibung/ Des mechtigen/ vnd inn Europa hoch vnnd weitberühmbten Königreichs/ Auch der darinnen gelegenen Königlichen Hauptstadt Neapolis. Leipzig 1605 (Digitalisat)
- Tabulae genealogicae, quibus illustrißimi principis ac domini D. Iohannis Georgii, ducis Saxoniae [...] sponsi: et illustrissimae principis ac dominae Dn. Magdalenae Sibyllae, [...] sponsae [...] breviter recensentur. Gera 1607 (Digitalisat)
- Warhafftige […] Beschreibung der […] Insul Madagascar. Altenburg 1609 (Digitalisat), Leipzig 1623 (Digitalisat)
- Paradisus Deliciarum; das ist Eigentliche und wahrhafftige Beschreibung Der wunderbaren / mechtigen und in aller Welt hochberümbten Stadt Venedig. Leipzig 1610; auszugsweiser Nachdruck Bad Köstritz 1993
- LandsHandvest Des Löblichen Ertzhertzogthumbs Khärndten. Darinnen Kayserliche/ Königliche vnd LandsFürstliche Freyhaiten/ Statuta, Lands-Gebräuch vnd ander Satz- vnd Ordnungen/ nach längs begriffen. [Leipzig] 1610 (Digitalisat)
- Megiser, Hieronymus ed.[8] Christalnick, Michael Gothard: Annales Carinthiae, Das ist, Chronica Des Löblichen Ertzhertzogthumbs Khärndten: Darinn außführlich, beschrieben ist, was sich in demselben Edlen Land Khärndten für namhaffte Historien vnd Geschichten begeben[17][18], Leipzig (Lamberg) 1610–1612, das erste gedruckte Werk über die Geschichte Kärntens; Klagenfurt 1981: Nachdruck der Ausgabe von 1612, Verlag Johannes Heyn; ISBN 3-85366-368-0 und ISBN 3-85366-369-9)
- Chorographia Tartariae: Oder warhafftige Beschreibung der vberaus wunderbahrlichen Reise/ welche [...] Marcus Polus, mit dem zunahmen Million, [...] in die Oriental und Morgenländer/ sonderlich aber in die Tartarey [...] persönlich verrichtet. Leipzig 1611 (Digitalisat)
- Institutionum linguae Turcicae libri quatuor. Leipzig 1612 (Digitalisat)
- Septentrio Novantiquus, Oder Die newe NortWelt. Das ist: Gründliche und warhaffte Beschreibung aller der mitternächtigen und Nortwerts gelegenen Landen und Insulen. Leipzig 1613 (Digitalisat)
- Iconologia Caesarum: oder Summarische Keyser Chronicken Außzug: darinnen kürtzlich/ doch außführlich begriffen ist/ Aller Römischen Keyser/ von C. Julio Cäsare an/ biß auff den jetz regierenden vnsern allergnedigisten Herrn Matthiam. Linz 1616 (Digitalisat)
- Delitiae Ordinum Equestrium. als benantlich Zween kurtze / doch auß=führliche Tractat / von dem hochlöblichen Ritterstand: In deren Ersten / in gemein alle fürnembste Orden vnd Sorten der Ritter / so in der gantzen Christenheit zu finden: sampt ihrem vnderscheid vnd Stiff=tungen / gründlich angezeigt werden. Im Andern aber / in Specie, ein son=derbahre particular beschreibung / des weitberühmten Johanniter Ritter Ordens / vnd desselben jetziger Residentz / der nam=hafften Insul Malta, begriffen ist. Hievohrmals zwar in druck außgan=gen: aber nu auffs newe vbersehen', vnd vermehret: auch mit Figuren und Kupfferstücken gezieret / dem liebhaber der Historien zugefallen. Leipzig 1617
- Fürstenbuch von Oesterreich vnd Steyrland: Beschrieben von Herrn Jansen dem Enencheln/ bey nahent vor vierhundert Jahren. Linz 1618 (Digitalisat)
- Rom: imperat: vitae, das ist: Denckwürdige und Historische Beschreibung aller römischen Kayser/ vom Ersten Julio Caesare, biß auf den jetzigen … Ferdinandum III. Regensburg 1657 (Digitalisat)